# Ночь бойца, или Кикбоксинг в США
«Ночь бойца, или Кикбоксинг в США» (англ. Night Of The Warrior) — кинофильм, боевик режиссера Рафала Зелински. Вышел в прокат в июне 1991 года.

## Сюжет
Майлз Кин вынужден участвовать в подпольных боях, чтобы выплатить долги за свой танцевальный клуб. Когда же долги возвращены, он отказывается от дальнейшего сотрудничества с организаторами боёв. Но последние не хотят отступать и заставляют его продолжить выступления путём угроз его матери, убийства его бывшей любовницы Джой и похищения нынешней девушки Кэтрин Пирс, а после финального боя главный герой по плану преступников вообще должен умереть. Однако Кин решает бороться и выступает против мафии.

## В ролях
- Лоренцо Ламас — Майлз Кин
- Кэтлин Кинмонт — Кэтрин Пирс
- Джеймс Лью — Гектор Сабатей
- Арлин Дал — Эдди Кин, мать Майлза
- Энтони Гири — Линч
- Кен Фори — Оливер
- Фелисити Ватерман — Джой
- Сандра Дженкинс — проститутка
- Мэтт МакКолм — фотомодель
- Робин Антин — танцовщица